# Raluwhimba
Raluwhimba – u Szonów i Wendów bóg nieba zsyłający deszcz, ale także suszę, burzę i plagi owadów.